# Coupe du monde d'attelage à quatre chevaux
La Coupe du monde d'attelage à quatre chevaux est un circuit indoor qui se dispute tous les ans.  
La sélection pour la finale est organisée par la Fédération équestre internationale suivant un système de manches où des points sont octroyés en fonction des classements des participants.

## Palmarès
| Année     |                                                      |                                                      |                                                      |
| --------- | ---------------------------------------------------- | ---------------------------------------------------- | ---------------------------------------------------- |
| 2021-2022 | .                                                    | .                                                    | .                                                    |
| 2020-2021 | Édition annulée en raison de la pandémie de Covid-19 | Édition annulée en raison de la pandémie de Covid-19 | Édition annulée en raison de la pandémie de Covid-19 |
| 2019-2020 | Boyd Exell                                           | Koos de Ronde                                        | Ijsbrand Chardon                                     |
| 2018-2019 | Bram Chardon                                         | Koos de Ronde                                        | Glenn Geerts                                         |
| 2017-2018 | Boyd Exell                                           | Jérôme Voutaz                                        | Koos de Ronde                                        |
| 2016-2017 | Boyd Exell                                           | Jérôme Voutaz                                        | Koos de Ronde                                        |
| 2015-2016 | Ijsbrand Chardon                                     | Boyd Exell                                           | Koos de Ronde                                        |
| 2014-2015 | Boyd Exell                                           | Christoph Sandmann                                   | Ijsbrand Chardon                                     |
| 2013-2014 | Boyd Exell                                           | Daniel Schneiders                                    | Koos de Ronde                                        |
| 2012-2013 | Koos de Ronde                                        | Boyd Exell                                           | Ijsbrand Chardon                                     |
| 2011-2012 | Boyd Exell                                           | Ijsbrand Chardon                                     | Koos de Ronde                                        |
| 2010-2011 | Boyd Exell                                           | József Dobrovitz                                     | Ijsbrand Chardon                                     |
| 2009-2010 | Boyd Exell                                           | Koos de Ronde                                        | Ijsbrand Chardon                                     |
| 2008-2009 | Boyd Exell                                           | Ijsbrand Chardon                                     | Koos de Ronde                                        |
| 2007-2008 | Christoph Sandmann                                   | Benjamin Aillaud                                     | Ijsbrand Chardon                                     |
| 2006-2007 | Michael Freund                                       | Ijsbrand Chardon                                     | Christoph Sandmann                                   |
| 2005-2006 | Ijsbrand Chardon                                     | Michael Freund                                       | Werner Ulrich                                        |
| 2004-2005 | Ijsbrand Chardon                                     | Michael Freund                                       | Werner Ulrich                                        |
| 2003-2004 | Michael Freund                                       | Boyd Exell                                           | Christoph Sandmann                                   |
| 2002-2003 | Michael Freund                                       | Boyd Exell                                           | Christoph Sandmann                                   |
| 2001-2002 | Michael Freund                                       | Chester Weber                                        | Christoph Sandmann                                   |

## Tableau des médailles
Mis à jour après l'édition 2020-2021
| Rang  | Pays       | Médaille d'or, monde | Médaille d'argent, monde | Médaille de bronze, monde | Total |
| ----- | ---------- | -------------------- | ------------------------ | ------------------------- | ----- |
| 1     | Australie  | 9                    | 4                        | 0                         | 13    |
| 2     | Pays-Bas   | 5                    | 6                        | 12                        | 23    |
| 3     | Allemagne  | 5                    | 4                        | 4                         | 13    |
| 4     | Suisse     | 0                    | 2                        | 2                         | 4     |
| 5     | États-Unis | 0                    | 1                        | 0                         | 1     |
| 5     | France     | 0                    | 1                        | 0                         | 1     |
| 5     | Hongrie    | 0                    | 1                        | 0                         | 1     |
| 8     | Belgique   | 0                    | 0                        | 1                         | 1     |
| Total | Total      | 19                   | 19                       | 19                        | 57    |